# Гернгросс, Евгений Александрович
Евгений Александрович Гернгросс (10 (22) февраля 1855, Санкт-Петербург — 4 (17) мая 1912, Санкт-Петербург) — русский военачальник, генерал-лейтенант (1909), состоял в Свите Его Императорского Величества. Командир Конной лейб-гвардии (1901—1904). Начальник штаба Отдельного Гвардейского корпуса (1904—1907). Начальник Генерального штаба Российской империи (1909—1911).

## Биография
Родился 10 (22) февраля 1855 года в Санкт-Петербурге. Происходил из дворян Санкт-Петербургской губернии. Сын директора Горного департамента генерал-лейтенанта Александра Родионовича Гернгросса.
С 1872 года после окончания Первой Санкт-Петербургской классической гимназии с золотой медалью, поступил в Пажеский корпус. В 1874 году после окончания корпуса с занесением его имени на мраморную доску, был выпущен корнетом в Кавалергардский полк. В 1877 году произведён в поручики гвардии, в 1880 год в штабс-ротмистры гвардии. С 1877 по 1878 год и в 1881 году — заведующий полковой учебной команды, с 1883 по 1884 год — делопроизводитель полкового суда и с 1884 по 1888 год — заведующий полковой оружейной частью.
В 1881 году окончил Николаевскую академию Генерального штаба по 1-му разряду. С 1888 по 1892 год командовал лейб-эскадроном Ея Величества в Кавалергардском полку. В 1889 году произведён в ротмистры гвардии, в 1892 году в полковники гвардии. С 1893 по 1895 год состоял при военном министре сверх штата для поручений по кавалерийской части. С 1895 по 1896 год состоял в распоряжение военного министра генерала П. С. Ванновского. С 29 июля по 2 сентября 1896 года командовал Крымским дивизионом. С 1896 по 1901 год командовал 35-м драгунским Белгородским полком. В 1900 году был членом комиссии Главного штаба по разработке «Устава войск в бою» и «Наставления для полевой службы».
6 марта 1901 года произведён в генерал-майоры с назначением состоять генералом для поручений при генерал-инспекторе кавалерии великом князе Николае Николаевиче, но уже 25 мая 1901 года был назначен командиром лейб-гвардии Конного полка. С 1904 года был назначен начальником штаба Гвардейского корпуса. 5 августа 1906 года произведён в Свиты Его Императорского Величества генерал-майоры. 2 января 1907 года отчислен от должности начальника штаба Гвардейского корпуса с оставлением в Свите. В 1909 году произведён в чин генерал-лейтенанта.

### Во главе Генерального штаба
С 30 сентября 1909 года был назначен начальником Генерального штаба Российской империи, сменив на этом посту генерала А. З. Мышлаевского. В период руководства Генеральным штабом генерала Гернгросса, в нём проводились реформы, начатые в рамках принятой в августе 1908 года программы военных преобразований, направленных на усовершенствование военной системы России. В соответствии с новым положением, объявленным 1 (14) октября 1910 года приказом по военному ведомству № 496, Главное управление Генерального штаба, вновь вошедшее к этому времени в состав Главного штаба, перешло на новую организационно-штатную структуру. При начальнике Генерального штаба был создан специальный комитет для обсуждения важнейших вопросов, имевших отношение к боевой готовности армии. В его ведение перешли офицеры Генерального штаба, нёсшие службу в войсках. Начальнику Генерального штаба были подчинены Императорская Николаевская военная академия и Военно-топографическое училище.
Служивший по Генеральному штабу генерал А. С. Лукомский вспоминал: 

Генерал Мышлаевский принял корпус а начальником Генерального штаба был назначен генерал Гернгросс… он был известен как отличный строевой начальник, безукоризненно честный и порядочный человек, но никогда со времени окончании академии ни в каком штабе не служивший… Чтоб войти в курс всех дел он начал усиленно работать, при этом предоставляя своим помощникам самостоятельную роль, от этого страдало общее дело не сосредоточенное в единых руках… От переутомления вследствие усиленной работы у генерала Гернгросса случился удар и вместо него начальником Генерального штаба был назначен генерал Жилинский
Генерал Гернгросс руководил Генеральным штабом до 22 февраля 1911 года, после увольнения числился в распоряжении военного министра генерала В. А. Сухомлинова и в списках лейб-гвардии Конного полка.
Скончался 4 (17) мая 1912 года в Санкт-Петербурге.

## Семья

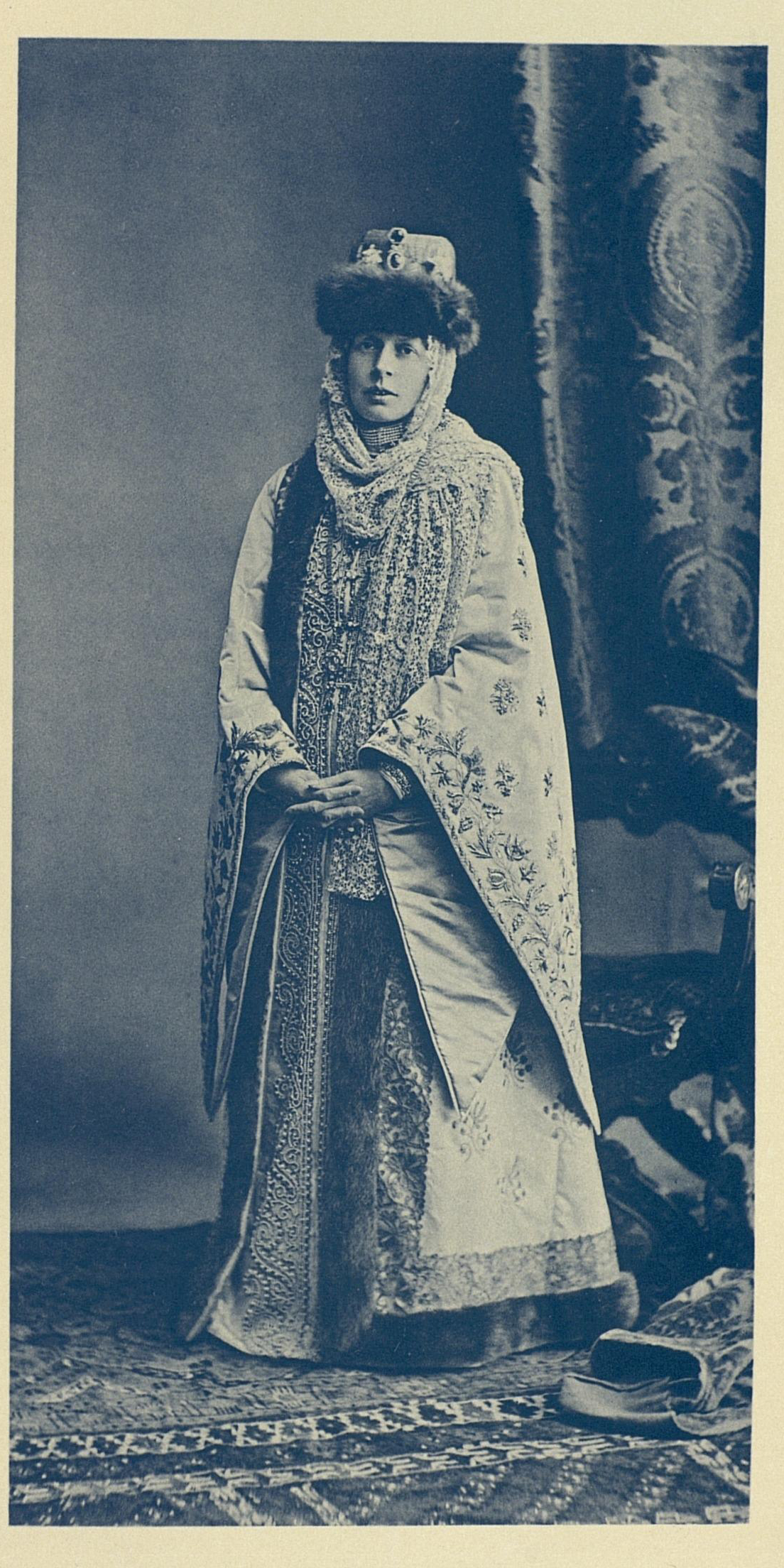
Вера Гернгросс

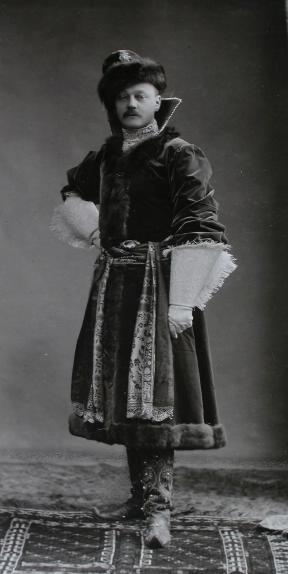
Евгений Гернгросс

Жена (с 26 августа 1888 года) — Вера Григорьевна Черткова (1868—1916), фрейлина двора, дочь обер-егермейстера Г. А. Черткова (1832—1900) и Софьи Николаевны Муравьевой (1840—1883), внучка библиофила А. Д. Черткова и военачальника Муравьёва-Карсского, сестра генерала Г. Г. Черткова. Их дети:
- Софья (1889—1968), фрейлина, в замужестве Бенкендорф, замужем за Александром Кристофом Карлом Отто фон Бенкендорфом (1888—1970)[11]. В эмиграции в Англии, умерла в Лондоне[12].
- Евгений (16.10.1890—26.01.1918), штабс-ротмистр Кавалергардского полка. За участие в боях при Каушене в период Первой мировой войны, был пожалован «за отличия в делах против германцев» орденом Святой Анны 4-й степени с надписью «За храбрость», в последующем был награждён орденами Анны 3-й степени с мечами и бантом и 2-й степени с мечами а так же орденами Святого Станислава 3-й степени с мечами и бантом и 2-й степени с мечами[12]. Расстрелян большевиками в Киеве 26 января 1918 года[13].
- Георгий (1892—1937), воспитанник Александровского лицея (1914), историк-африканист. После революции был референтом-экономистом Наркомвнешторга СССР, затем преподавателем английского языка. 5 сентября 1937 года по обвинению в контрреволюционной агитации и шпионаже, приговорён к расстрелу и расстрелян 10 декабря 1937 года на Бутовском полигоне НКВД в Москве. 1 декабря 2001 года посмертно реабилитирован[12][14][15].
- Вера (3.09.1893—?)[2]

## Награды
За время службы Евгений Гернгросс был удостоен девяти российских и пятнадцати иностранных наград:
Российские
- Орден Святого Станислава 3-й степени (30.08.1882);
- Орден Святой Анны 3-й степени (1885);
- Орден Святого Станислава 2-й степени (1889);
- Орден Святой Анны 2-й степени (30.08.1892);
- Орден Святого Владимира 4-й степени (06.12.1894);
- Орден Святого Владимира 3-й степени (15.05.1899);
- Орден Святого Станислава 1-й степени (06.12.1904);
- Орден Святой Анны 1-й степени (01.01.1906);
- Орден Святого Владимира 2-й степени (1911).

Иностранные
- Прусский орден Короны 3-й степени (15.03.1886);
- Турецкий Орден Меджидие 3-й степени (13.10.1886);
- Черногорский орден Князя Даниила I 4-й степени (13.09.1886);
- Датский Орден Данеброг 3-й степени (23.02.1887);
- Японский Орден Восходящего солнца 4-й степени (04.05.1888);
- Черногорский орден Князя Даниила I 3-й степени (14.07.1889);
- Шведский Орден Меча, рыцарский крест 1-го класса (16.10.1892);
- Вюртембергскский Орден Фридриха 2-го класса (23.05.1892);
- Ольденбургский Орден Заслуг герцога Петра-Фридриха-Людвига (08.01.1895);
- Эрнестинский Орден Саксен-Эрнестинского дома 1-го класса (07.09.1896);
- Австрийский Орден Железной короны 2-го класса (19.03.1898);
- Австрийский Императорский орден Франца Иосифа, большой крест (29.01.1902);
- Итальянский Орден Короны Италии, большой офицерский крест (1903);
- Персидский Орден Льва и Солнца 1-й степени (1903);
- Французский Орден Почётного легиона, командорский крест (1903).